# Three Choirs Festival
Le Three Choirs Festival (en français, le festival des trois chœurs) est un festival de musique se tenant chaque août alternativement dans les cathédrales des Trois Comtés (en) (Hereford, Gloucester et Worcester). Ce festival présente lors de sa création les trois chœurs des trois cathédrales. Le festival a maintenant son propre chœur et invite également d'autres chœurs et solistes du monde entier.
Le festival est étroitement attaché à la carrière des compositeurs britanniques Edward Elgar et Ralph Vaughan Williams.

## Histoire
Le festival, qui a originellement lieu pendant deux jours en septembre, est un des plus anciens festival de musique classique chorale. De la publicité est faite en 1719 pour ce festival aux « Members of the yearly Musical Assembly in these parts ». La musique tend vers l'ecclésiastique. Les Te Deum et Jubilate de Purcell font régulièrement partis du répertoire lors des premiers rassemblements et Haendel domine les programmes du XVIIIe siècle avec ses oratorios comme Alexander's Feast, Samson, Judas Maccabaeus et Le Messie. La Création d'Haydn est entendue pour la première fois lors du festival en 1800. Elias de Mendelssohn est joué chaque année de 1840 à 1930.
Delius en 1901 a créé sa Dance Rhapsody No. 1 lors du festival. La Fantaisie sur un thème de Thomas Tallis de Ralph Vaughan Williams est créée lors du festival de 1910 ; Five Mystical Songs (en) et Modèle:Fantasia on Christmas Carols, du même compositeur, sont créées respectivement lors des festivals de 1911 et 1912. Les compositeurs suivant ont également écrits des œuvres pour le festival : Holst, Arthur Sullivan, Herbert Howells, Gerald Finzi, Walton, Bliss et Britten et récemment Lennox Berkeley, John McCabe, Steve Elcock et James MacMillan.